# SWI-Prolog
SWI-Prolog là dạng thực thi mã nguồn mở của ngôn ngữ lập trình Prolog, thường sử dụng cho việc giảng dạy và các ứng dụng Web ngữ nghĩa. Nó chứa nhiều lợi ích, thư viện (tin học cho lập trình logic ràng buộc, tiến trình (tin học), kiểm thử đơn vị, GUI, giao diện cho Java, ODBC và những cái khác, lập trình văn chương, web server, SGML, RDF, RDF Schema, công cụ phát triển (bao gồm Môi trường phát triển tích hợp với Gỡ lỗi GUI, GUI hồ sơ (lập trình máy tính)) và các tài liệu mở rộng.